# Sherman, Texas
Sherman är en stad i Grayson County i delstaten Texas, USA med 37 710 invånare (2007). Sherman är administrativ huvudort (county seat) i Grayson County. 